# Danique Noordman
Danique Maria Noordam (Zwolle, 21 febbraio 2004) è una calciatrice olandese, centrocampista dell'Ajax.

## Carriera

### Club
Dopo aver iniziato l'attività agonistica con il VV Vilsteren, rimanendovi fino al 2013 prima di passare al SV Dalfsen, poi FC Dalfsen, nel 2019 si trasferisce al PEC Zwolle.
Dopo aver giocato la prima stagione con le giovanili, dalla stagione 2020-2021 è inserita in rosa con la prima squadra, debuttando in Eredivisie, primo livello della piramide calcistica femminile nei Paesi Bassi, il 6 settembre 2020, già alla 1ª giornata di campionato. In quell'occasione il tecnico Joran Pot decide di schierarla titolare nella partita casalinga vinta per 1-0 sull'ADO Den Haag, giocando 72 minuti prima di essere sostituita dalla compagna di squadra, anch'ella esordiente, Tess van Bentem.
Nell'inverno 2021 decide di confermare il suo rapporto con il club firmando un contratto triennale, tuttavia nell'estate del 2023 ottiene la rescissione del contratto per trasferirsi alle campionesse in carica dell'Ajax, firmando  con il club di Amsterdam un accordo per tre stagioni.